# 다마나역
다마나역(일본어: 玉名駅)은 일본 구마모토현 다마나시에 있는 규슈 여객철도 가고시마 본선의 역이다. 다마나 시의 중심역이며, 섬식 승강장과 단선 승강장이 합친 복합 형태의 철도 역사이다.

## 타는 곳
| 1 | ■ 가고시마 본선 | (하행) | 구마모토 · 야쓰시로 방면    |
| 2 | ■ 가고시마 본선 | (상행) | 오무타 · 도스 · 하카타 방면 |
| 2 | ■ 가고시마 본선 | (하행) | 구마모토 · 야쓰시로 방면    |
| 3 | ■ 가고시마 본선 | (상행) | 오무타 · 도스 · 하카타 방면 |

## 특급 · 쾌속 · 다마나 역 시발 및 종착 열차 승강장
| 열차명                 | 행선지                 | 승강장 | 비고               |
| 아리아케               | 하카타 · 요시즈카      | 3      | 새벽에 운행        |
| 아리아케               | 구마모토               | 1      | 심야에 운행        |
| 쾌속 '구마모토 라이너' | 오무타 · 긴스이 · 도스 | 2 · 3  | 낮을 중심으로 운행 |
| 쾌속 '구마모토 라이너' | 구마모토 · 야쓰시로    | 1 · 2  | 낮을 중심으로 운행 |
| 다마나 역 종착의 열차  | 다마나                 | 2      |                    |
| 다마나 역 시발의 열차  | 다마나                 | 2      |                    |
| ---------------------- | ---------------------- | ------ | ------------------ |

## 역 주변
- 다마나 온천
- 다마나 시립 역사 박물관 코코로피아
- 규슈 간호복지 대학
- 히고 은행 다마나에키 지점
- 다마나 시청
- 공립 다마나추오 병원
- 국도 제208호선
- 기쿠치 강

## 역사
- 1891년 4월 1일 : 다카세역(일본어: 高瀬駅)으로 개업.
- 1956년 4월 10일 : 다마나역으로 개칭.
- 1987년 4월 1일 : 민영화에 따라, 규슈 여객철도로 이관.

## 인접 정차역
| 규슈 여객철도 가고시마 본선 | 규슈 여객철도 가고시마 본선 | 규슈 여객철도 가고시마 본선 |
| --------------------------- | --------------------------- | --------------------------- |
| 나가스 모지코 방면          | ■ 쾌속 '아리아케'           | 구마모토 야쓰시로 방면      |
| 나가스 아라오 방면          | ■ 쾌속 '구마모토 라이너'    | 고노하 야쓰시로 방면        |
| 오노시모 모지코 방면        | ■ 보통                      | 히고이쿠라 가고시마 방면    |